# 줄루징요
줄루징요(Zuluzinho, 1978년 5월 19일)는 브라질의 종합격투기 선수다. 키 201cm, 몸무게 185kg의 뚱뚱한 체격이다. 본명은 바그네르 다 콘세이상 마르친스(Wágner da Conceição Martins)이다.